# Cromozomul X

Structura cromozomului X uman. Brațul scurt, notat conventional cu p, este localizat în partea superioră iar brațul lung, notat conventional cu q, în partea inferioară a figurii. Centromerul este localizat în regiunea cu diametru mai redus.

Cromozomul X este unul dintre cei doi heterozomi sau gonozomi la mamifere. Cromozomul X are un rol important în procesul de determinare a sexului la mamifere. Fiecare individ are cel puțin un cromozom X, absența cromozomului X din genom fiind incompatibilă cu viața. Prezența sa în dublu exemplar în genom determină sexul feminin. Dacă sunt mai mulți de un cromozom X în genom, atunci numai unul rămâne activ, ceilalți devenind inactivi prin fenomenul numit heterocromatinizare. Mutațiile genelor de pe cromozomul X pot determina bolile genetice heterozomale a căror transmitere este legată de sex.

## Caracteristici generale
Cromozomul X uman este un cromozom submetacentric de mărime medie apaținând grupului C de cromozomi. 
- Numărul de baze: 154 824 264 ;
- Numărul de gene : 931.

## Rolul cromozomului X
Fiecare om are cel puțin un cromozom X. Absența cromozomului X din genom este incompatibilă cu viața. Dacă sunt mai mulți cromozomi X în genom, atunci numai unul singur rămâne activ, ceilalți devenind inactivi prin fenomenul numit heterocromatinizare. Mutațiile genelor de pe cromozomul X pot determina bolile genetice heterozomale a căror transmitere este legată de sex.

## Inactivarea cromozomului X
La mamifere mecanismul de compensare a dozei pentru genele situate pe cromozomul X la sexul feminin se realizează prin mecanismul epigenetic de inactivarea a unuia din cromozomii X sau heterocromatinizare. Acest mecanism a fost propus de Mary Lyon în 1961, motiv pentru care este cunoscut și sub numele de lionizare (sau lyonisation în franceză).
Inactivarea cromozomului X este caracterizată de elementele următoare:
- se realizează precoce în cursul dezvoltării embrionare, în stadiul de morulă.
- se realizează la întâmplare, în fiecare celulă unul din cei doi cromozomi X fiind ales la întâmplare. Astfel, două populații celulare sunt create, o populație celulară ce are inactivat cromozomul X de origine maternă și o populație celulară ce are inactivat cromozomul X de origine paternă.
- este definitivă, cromozomul X inactivat, în condiții normale, ramânând inactivat pe toata durata de viață a celulei.
- este transmisibilă la celulele fiice (o populație celulară ce derivă dintr-o singură celulă are inactivat același cromozom X ca în celula de origine).

Astfel, fiecare organism de sex feminin este un mozaic celular cu două populații celulare: o populație celulară ce are inactivat cromozomul X de origine maternă și o populație celulară ce are inactivat cromozomul X de origine paternă. În condiții normale prezența acestor două populații nu are niciun efect fenotipic. Dacă însă există mutații în gene localizate pe cromozomul X, manifestarea lor la organismele de sex feminin va fi dependentă de tipul de mutație și de proporția și distribuția tisulară a celulelor ce au inactivat cromozomul X purtator al genei mutante. În unele situații inactivarea cromozomului X nu este întâmplătoare ceea ce explică manifestarea unor boli recesive cu transmitere legată de sex la femei (când, în mod normal, numai indivizii de sex masculin ar trebui să aibă manifestări ale bolii).
Cromozomul X inactivat se găsește în celulă sub forma de heterocromatină facultativă ce formează în interfază corpusculul lui Barr, structura localizată pe fața internă a membranei nucleare. Numărul de corpusculi Barr este dependent de numărul de cromozomi X inactivați: barbații cu cariotip normal nu au corpuscul Barr spre deosebire de femeile cu cariotip normal ce au un singur corpuscul Barr. În cazul anomaliilor de număr ale cromozomului X numărul de corpusculi Barr este mai mare decât cel normal pentru sexul respectiv: în cazul sindromului Klinefelter (sex masculin) se observă un corpuscul Barr iar în cazul sindromului triplo X (sex feminin) doi corpusculi Barr.

## Anomaliile cromozomului X

### Anomalii de număr

#### Sindromul Turner (45,X)
Sindromul Turner este o anomalie cromozomială de număr cu o frecvență de aproximativ 1:2.500 nou-născuți de sex feminin ce rezultă din absența unui cromozom X. În aproximativ jumătate de cazuri cariotipul este 45,X, în celalte cazuri întâlnindu-se mozaicuri cromozomice de tipul 45,X/46,XX sau mozaicuri cu o linie celulară conținând anomalii de structură ale cromozomului X. Această anomalie cromozomică este singura monozomie omogenă viabilă la specia umană. 
Fenotipul poate fi variabil. La naștere nou-născuții prezintă edeme la nivelul dosului mâinilor și picioarelor, pterygium colli (plică de piele de la creasta omoplatului spre ceafă) și talie mică. Malformațiile cardiace și renale pot fi întâlnite. Organele genitale externe sunt de sex feminin și normal dezvoltate. Întârzierea creșterii staturale este un element constant al fenotipului. La pubertate se remarcă absența caracterelor secundare de tip feminin (amenoree primară, absența dezvoltării sânilor) datorită disgeneziei gonadale (ovare chistice nefuncționale sau sub formă de bandelete fibroase) ce determină sterilitate. Dezvoltarea psiho-motorie este, în general, în limite normale. Uneori se pot observa anomalii subtile privind integrarea socială, dificultăți în recunoasterea expresiei faciale sau dificultăți școlare. 
Tratamentul de substituție cu hormon de crestere și hormoni estro-progestativi este recomandat.

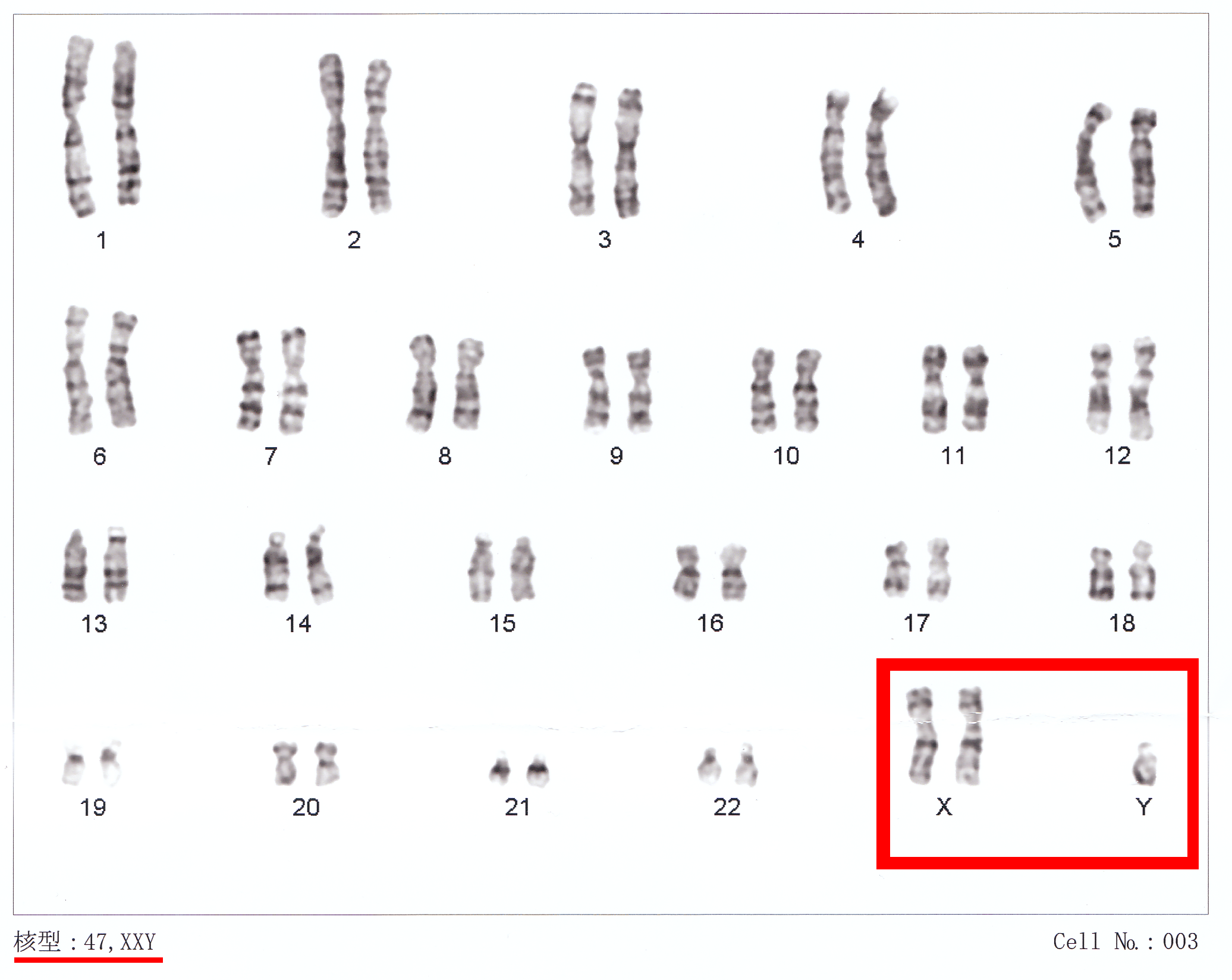
Cariograma în sindromul Klinefelter: se observă prezența a 47 de cromozomi din care doi sunt cromozomi X și unul Y - 47,XXY (tehnica de marcare în benzi G).

#### Sindromul Klinefelter (47,XXY sau 48,XXXY)
Sindromul Klinefelter este o anomalie cromozomică de număr cu o frecvență de aproximativ 1:600 - 1:800 nou-născuți de sex masculin ce rezultă din prezența unui cromozom X suplimentar la sexul masculin (cariotip 47,XXY sau 48,XXYY). În unele situații poate fi identificat un cariotip în mozaic cu o linie celulară normală. 
Fenotipul este dependent de vârsta pacientului. La naștere nou-născuții prezintă o dezvoltare normală, organele genitale externe fiind normal conformate. La pubertate se poate remarca o talie mai mare decât media și absența caracterelor secundare de tip masculin (schimbarea vocii, pilozitatea de tip masculin) și depunerea țesutului adipos de tip ginoid datorită disgeneziei gonadice (testicule mici și dure, cu absența producției de spermatozoizi).

#### Sindromul Triplo X (47,XXX)
Sindromul triplo X este o anomalie cromozomială de număr determinată de prezența unui cromozom X suplimentar la indivizi de sexul feminin. Incidența acestei anomalii cromozomice este de 1:1.000 - 1:1.200 nou-născuți de sex feminin. Ca și în cazul trisomiei 21, a fost observată o corelație între vârsta maternă avansată și incidența sindromului triplo X. Anomalia survine ca urmare a unei erori de distribuție a cromozomilor X în meioză (cariotipul fiind în acest caz 47,XXX, cel mai frecvent omogen, cu o singură linie celulară), sau în mitoză (în acest caz observându-se mozaicuri celulare de tipul 47,XXX/46,XX sau 47,XXX/46,XX/45,X). 
Fenotipul este caracterizat prin:
- dezvoltare fizică normală, adesea putându-se observa o talie mai mare decât media populației;
- dezvoltare sexuală normală la pubertate ;
- în unele cazuri menopauză precoce;
- tulburări psiho-motorii pot fi evidențiate (dificultăți de achiziție a limbajului, dificultăți școlare) însă coeficientul de inteligență este apropiat de limita normală și nu există întârziere mintală;
- femeile triplo X pot fi fertile și pot avea copii normali. Diagnosticul prenatal cromozomic este indicat la aceste femei[4].

### Anomalii de structură

#### Izocromozomii brațului scurt și lung ai cromozomului X
Izocromozomii brațului scurt și lung ai cromozomului X reprezintă anomalii cromozomiale de structură ce rezultă în urma clivării transversale a centromerului în cursul diviziunii celulare. Ca urmare, rezultă doi cromozomi derivați: un cromozom ce conține două copii ale brațului scurt al cromozomului X, numit izocromozomul brațului scurt al cromozomului X notat și i(Xp), și un cromozom ce conține două copii ale brațului lung al cromozomului X, numit izocromozomul brațului lung al cromozomului X notat și i(Xq). 
Izocromozomul brațului scurt al cromozomului X nu conține gena XIST și deci nu poate fi inactivat la indivizii de sex feminin. Ca urmare, celulele conțin trei copii active ale brațului scurt al cromozomului X. Fenotipul asociat acestei anomalii este letal, zigotul conținând această anomalie cromozomică fiind eliminat precoce sub forma unui avort spontan .
Izocromozomul brațului lung al cromozomului X conține gena XIST și este inactivat. Femeile cu cariotip 46,X,i(Xq) au un fenotip similar celui observat în sindromul Turner.

#### Cromozomul X în inel
Cromozomul X în inel - notat cu simbolul r(X) - este o anomalie cromozomială de structură ce rezultă în urma ruperii cromozomului X în două puncte (unul pe brațul scurt și celălalt pe brațul lung) urmată de fuzionarea capetelor aparținând fragmentului ce conține centromerul și pierderea fragmentelor distale ale brațelor scurt și lung. În funcție de mărimea cromozomului derivat cromozomii X în inel se împart în două categorii:
- cromozomi în inel de talie mare;
- cromozomi în inel mici, adesea sub formă de cromozomi marker supranumerari (cromozomi mici a căror origine nu poate fi determinată prin tehnicle de marcare în benzi).

Cromozomi X în inel de talie mare sunt observați numai la indivizi de sex feminin, structura cromozomică 46,r(X)Y fiind letală. 
Fenotipul asociat cromozomului X în inel este variabil, în funcție de mărimea fragmentelor pierdute și de prezența genei XIST. Cromozomii X în inel care păstrează gena XIST sunt inactivați și determină un fenotip identic celui observat în sindromul Turner. Cromozomii în inel de talie mică, care au pierdut regiunea cromozomică conținând gena XIST, nu pot fi inactivați. La femeile cu cariotip 46,X,r(X) genele conținute de cromozomul anormal sunt exprimate și determină un fenotip asemănător sindromului Turner ce asociază însă și o întârziere mintală cu sau fără malformații, în funcție de mărimea cromozomului în inel. 
Cromozomii X în inel mici sunt adesea supranumerari și în mozaic (cromozom în plus prezent doar în unele celule), formula cromozomică fiind 47,XX,r(X) la femei și 47,XY,r(X) la bărbați. Deoarece regiunea ce conține gena XIST este absentă, cromozomul nu este inactivat și genele conținute se exprimă. Fenotipul asociat este întârzierea mintală, variabilă ca gravitate în funcție de numărul genelor prezente pe cromozomul supranumerar și de proporția celulelor ce conțin acest cromozom și de distribuția lor tisulară.

#### Translocațiile reciproce autozom-cromozom X
Translocațiile reciproce între cromozomul X și un autozom sunt anomalii cromozomiale de structură echilibrate ce apar ca urmare a ruperii cromozomului X și a unui autozom, fiecare în câte un singur punct, urmată de schimbul reciproc de fragmente cromozomiale. Cromozomii astfel obținuți se numesc cromozomi derivați: cromozomul derivat X este format dintr-un fragment de cromozom X ce conține centromerul cromozomului fuzionat cu un fragment acentric (fără centromer) provenind de la un autozom.
Indivizii purtători ai acestei anomalii cromozomiale echilibrate sunt, în marea majoritate, normali fenotipic. La femei, cromozomul X normal este inactivat iar cromozomul derivat X este activ. Inactivarea cromozomului derivat X ar determina atât inactivarea genelor prezente pe fragmentul derivat din cromozomul X cât și a celor situate pe fragmentul cromozomic derivat de la un autozom, fenotipul în această situație fiind grav, letal în multe cazuri.

#### Microdelețiile cromozomului X
Microdelețiile cromozomului X sunt anomalii cromozomiale dezechilibrate ce apar ca urmare a ruperii cromozomului X în două puncte apropiate (până la câteva megabaze distanță) urmată de refacerea integrității cromozomului X cu pierderea fragmentului intermediar. Aceste anomalii cromozomice sunt submicroscopice (nu pot fi observate prin tehnicile convenționale de citogenetică), diagnosticul lor necesitând utilizarea tehnicilor de citogenetică moleculară. Fenotipul acestor anomalii cromozomice este variabil și depinde de mărimea fragmentului pierdut și de genele conținute. Cel mai frecvent, aceste microdeleții determină întârziere mintală de gravitate variabilă la indivizii de sex masculin și sunt fără manifestare clinică la indivizii de sex feminin.